# Josef Meyer Rheinfelden

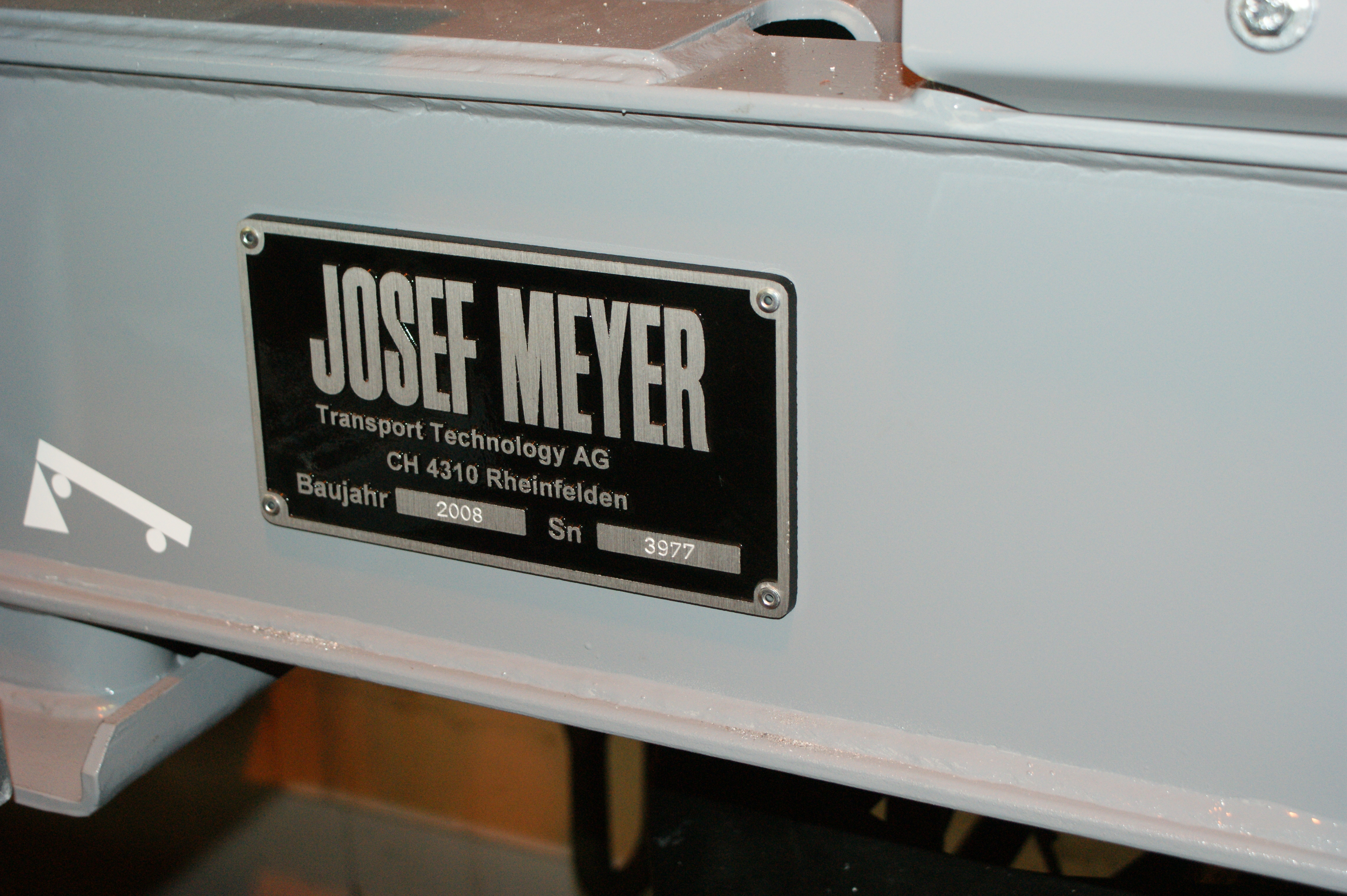
Fabrikschild 2008 an einem Zementsilowagen

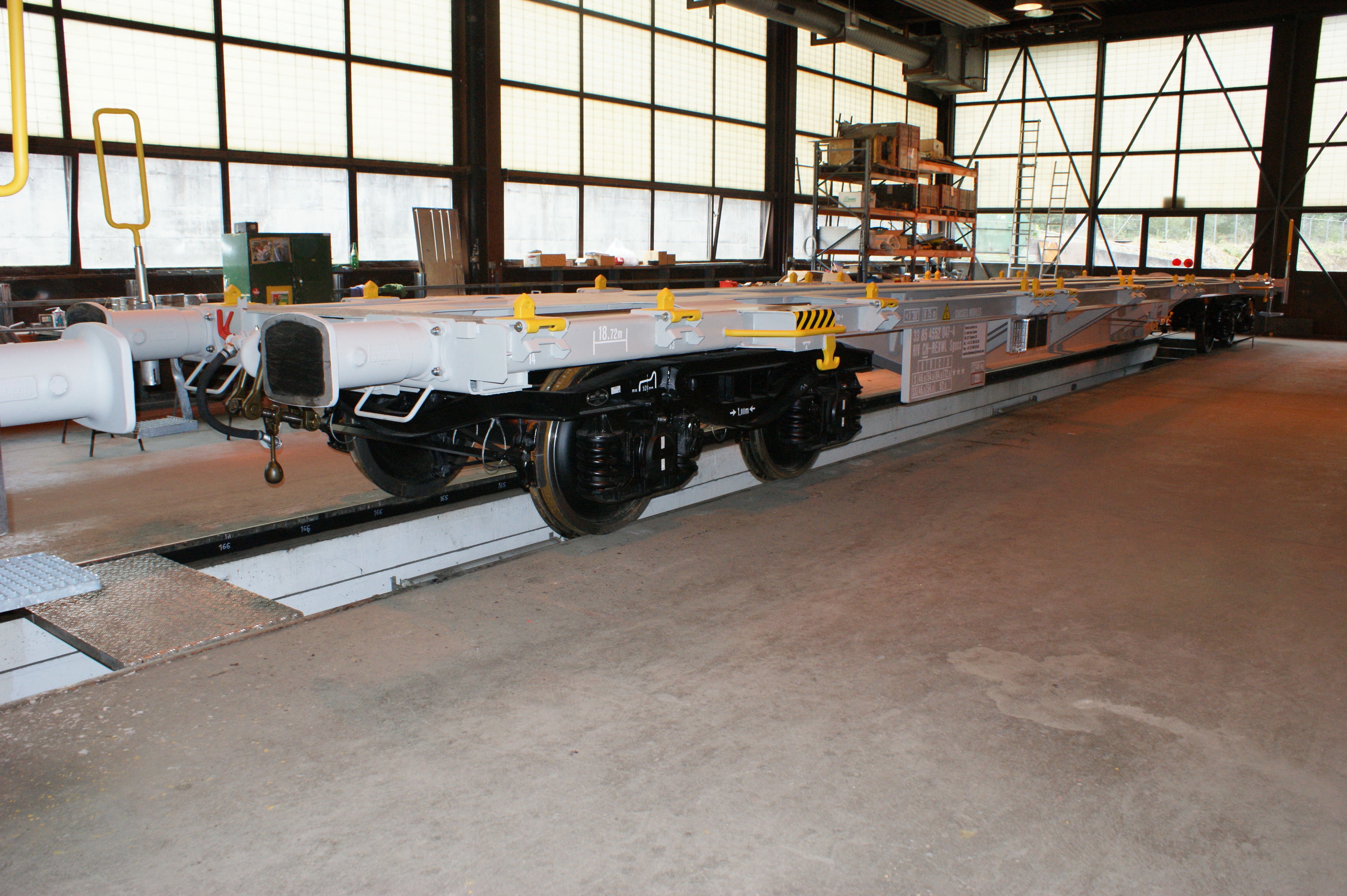
Neuer Container-Tragwagen 2008

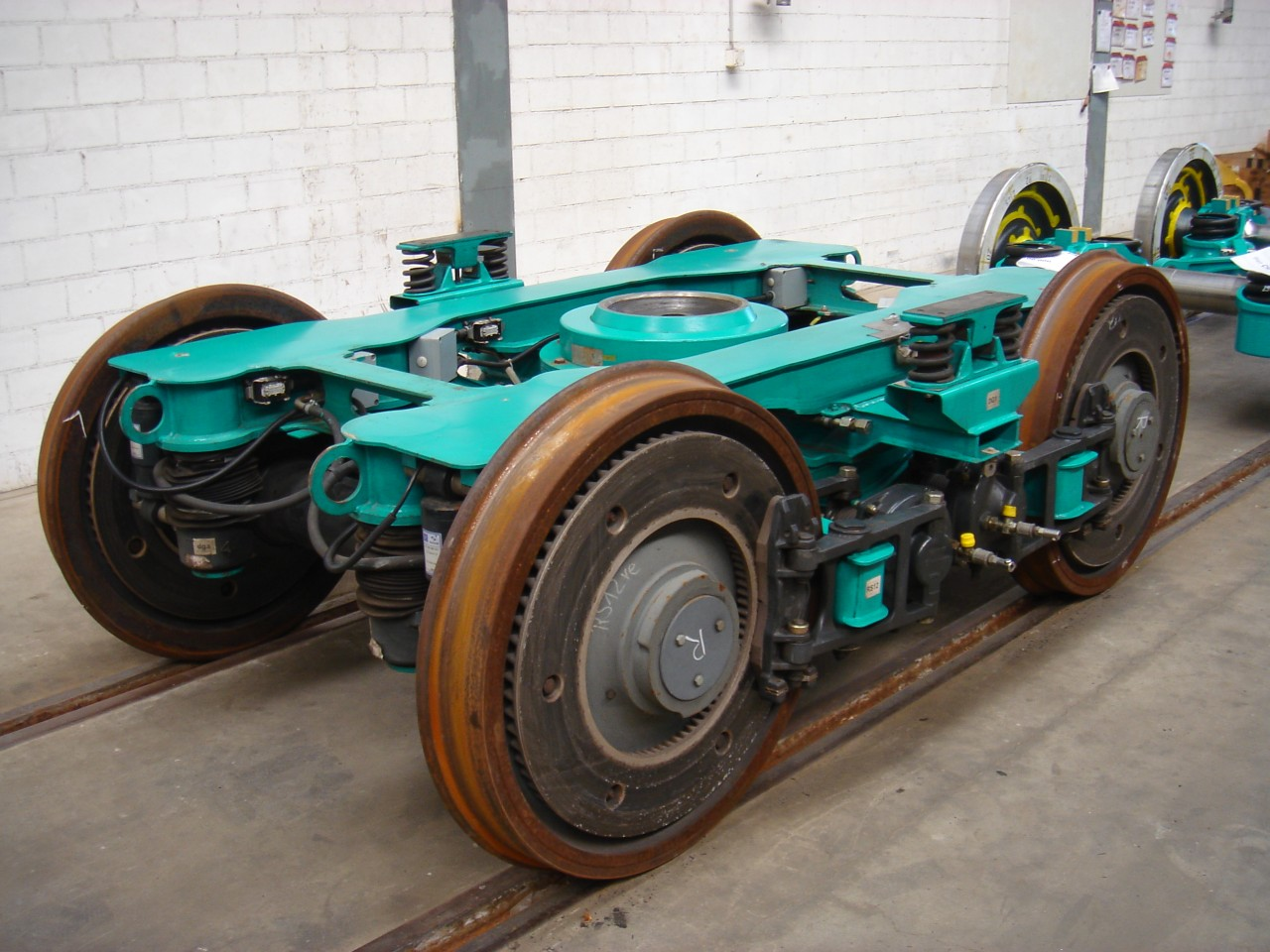
LEILA-Prototyp in den Werkhallen von JMR

Unter dem Namen Josef Meyer Rheinfelden (JMR) besteht in Rheinfelden AG eine Fabrik für Eisenbahnfahrzeuge. 

## Firmenbezeichnung
Der Firmenname änderte sich über die Jahre. Bekannt sind die Bezeichnungen
- Aktiengesellschaft Josef Meyer Eisen- und Waggonbau, Rheinfelden (im Handelsregister eingetragen am 17. August 1950)
- Josef Meyer Transport Technology AG (neuer Name obiger Firma, Sitz 2018 nach Emmen verlegt, 2018 liquidiert)
- Josef Meyer Rail AG (im Handelsregister eingetragen am 27. Mai 2010)

Für die Entwicklung eines Güterwagendrehgestells wurde eine Tochtergesellschaft die JMB gegründet
- Josef Meyer Bogie AG (im Handelsregister eingetragen am 18. November 2008)
- Josef MeyerRail AG (neuer Name obiger Firma, welche verkauft wurde)

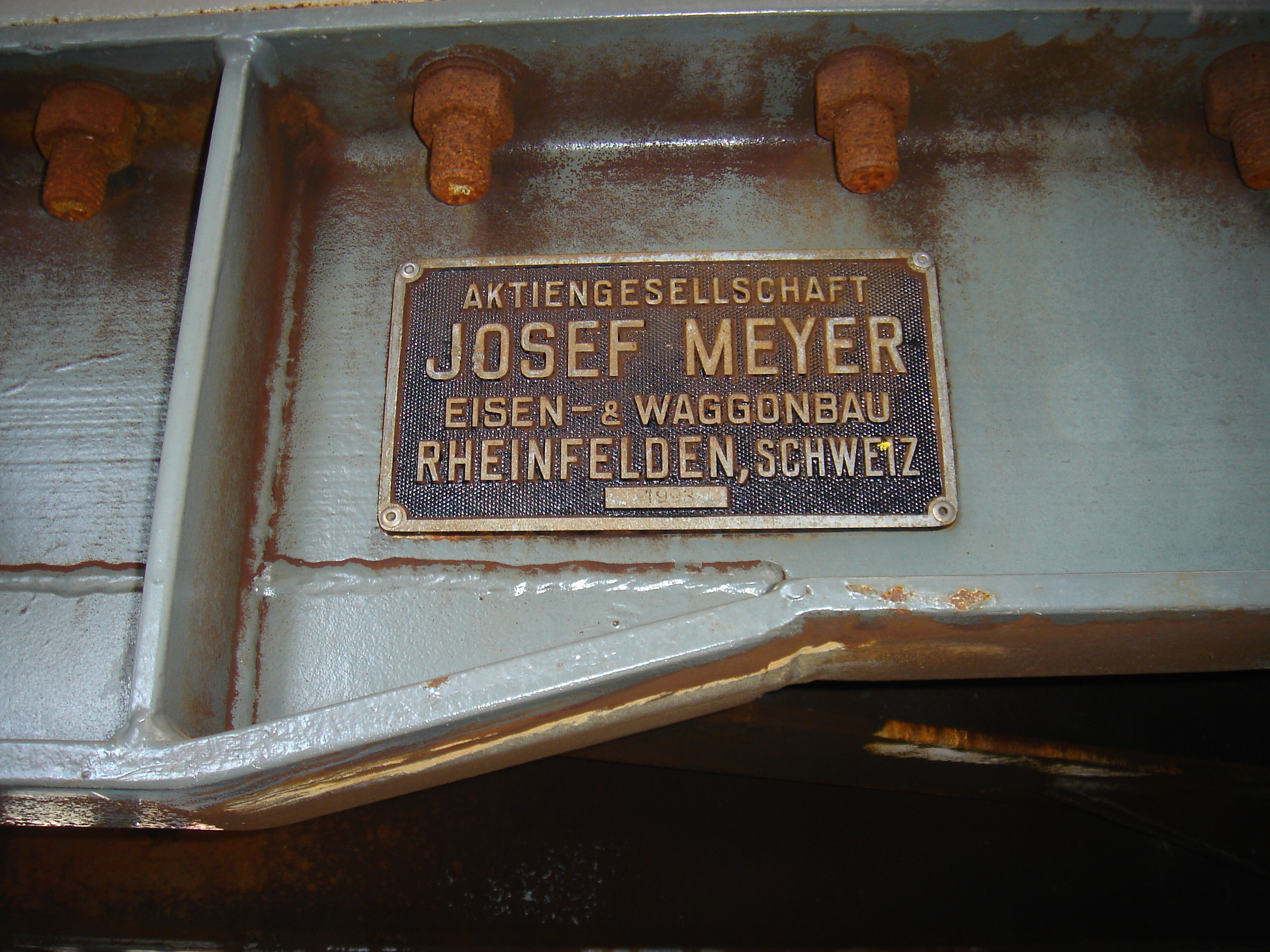
Fabrikschild 1993

## Produkte
Josef Meyer stellte vor allem Güterwagen her, darunter viele Zisternen- und Silowagen und viele meterspurige Güterwagen.
2008 stellte JMR ein neues Güterwagendrehgestell "LEILA" vor, das hinsichtlich Lärm und Verschleiss optimiert wurde. Es wies Scheibenbremsen und radial einstellbare Achsen auf. Da sein Preis aber wesentlich höher war und damals die Trassenpreise die Verschleissarmut nicht direkt honorierten, blieb das Interesse der Wagenbesitzer aus. Das Drehgestell ging nicht in Serienproduktion.

## Umstrukturierung
Da die Konkurrenzfähigkeit im Neubau von Wagen schwand, liess sich dieser Zweig nicht halten und wurde aufgegeben. Seither ist JMR als spezialisiertes Unternehmen für den Unterhalt und Reparaturen von Güterwagen tätig. Sie ist als Entity in Charge of Maintenance (ECM) zertifiziert. Seit 2010 lautet der Unternehmenszweck: "Instandhaltung und Umbau von Schienenfahrzeugen, Neubau von Prototypen und Kleinserien von Schienenfahrzeugen, Komponentenfertigung, Engineering sowie Handel mit Waggons, Fahrzeugen, Anlagen und Komponenten für Eisenbahnrollmaterial aller Art".